# 雪地棘豆
雪地棘豆（学名：Oxytropis chionobia）为豆科棘豆属下的一个种。